# Omar Perdomo
José Omar Perdomo Machado (Las Palmas, 3 luglio 1993) è un calciatore spagnolo, centrocampista della Deportiva Minera.

## Caratteristiche tecniche
È un esterno destro.